# Isaaq
Isaaq, även Ishaaq, Isaak, är en somalisk klan, som är den största klanen i Somaliland. Övervägande delen av befolkningen i Somalilands tre största städer – Hargeisa, Burco och Berbera –  tillhör klanen.[källa behövs]
Klanen grundades på 1200-talet av Sheikh Isaq. Liksom de tre andra större klanerna – darood, dir och hawiye är isaaq av tradition ett nomadfolk.
Under Siad Barres regim bildade Isaaq-klanen gerillagruppen Somali National Movement (SNM) 1981. Det blev en av de mest framgångsrika motståndsrörelserna mot Siadregimen. Barre svarade med våld som eskalerade till folkmordet på Isaaq-klanen.

## Subklaner
Enligt brittiska Home Office delas Isaaq in i följande under- och subklaner:
- Habr Awal: 
  - Saad Muse
  - Issa Muse
  - Ayub
- Habr Garhadjis: 
  - Habr Yunis
  - Aidagalla
  - Arab
- Habr Jaalo (Habr Toljaalo): 
  - Mohamed Abokor
  - Ibrahim
  - Muse Abokor
  - Ahmad (Toljaalo)